# Damjanich utcai forgalmi telep
A Damjanich utcai forgalmi telep egy ma már eredeti funkciójában nem működő kocsiszín volt a Budapest VII. kerületi Damjanich utca – Bethlen Gábor utca  –  Dembinszky utca  –  Rottenbiller utca által határolt terület egy részén.

## Története
A Budapest VII. kerületi Damjanich utca 15. szám alatti telken 1869-ben épült fel a lóvasúti kocsiszín. A villamosok megjelenése idején, 1897-ben áramfejlesztőt is építettek a telephelyre, amelyet 1919-ben áramátalakítóra cseréltek fel. 1937-től autóbusz garázsként is működött. Mivel 1945-ben megszűnt a Damjanich utca villamoshálózata, már csak alkalmi jelleggel használták villamosok tárolására más vonalakról a Bethlen Gábor utcai vágány felől. (Ezt a kapcsolatot 1968-ban bontották el.) 1950-től trolibuszgarázsi funkciót kapott, és 1997-ben történt bezárásáig így is működött. Az igényes, eklektikus stílusú épület-komplexum más kocsiszínekkel szemben (Óbuda kocsiszín, Vágóhíd kocsiszín) szerencsés módon elkerülte a lebontást: az ezredfordulót követően felújították, azóta Kaiser’s, majd a Spar élelmiszer áruház működik benne.

## Képtár

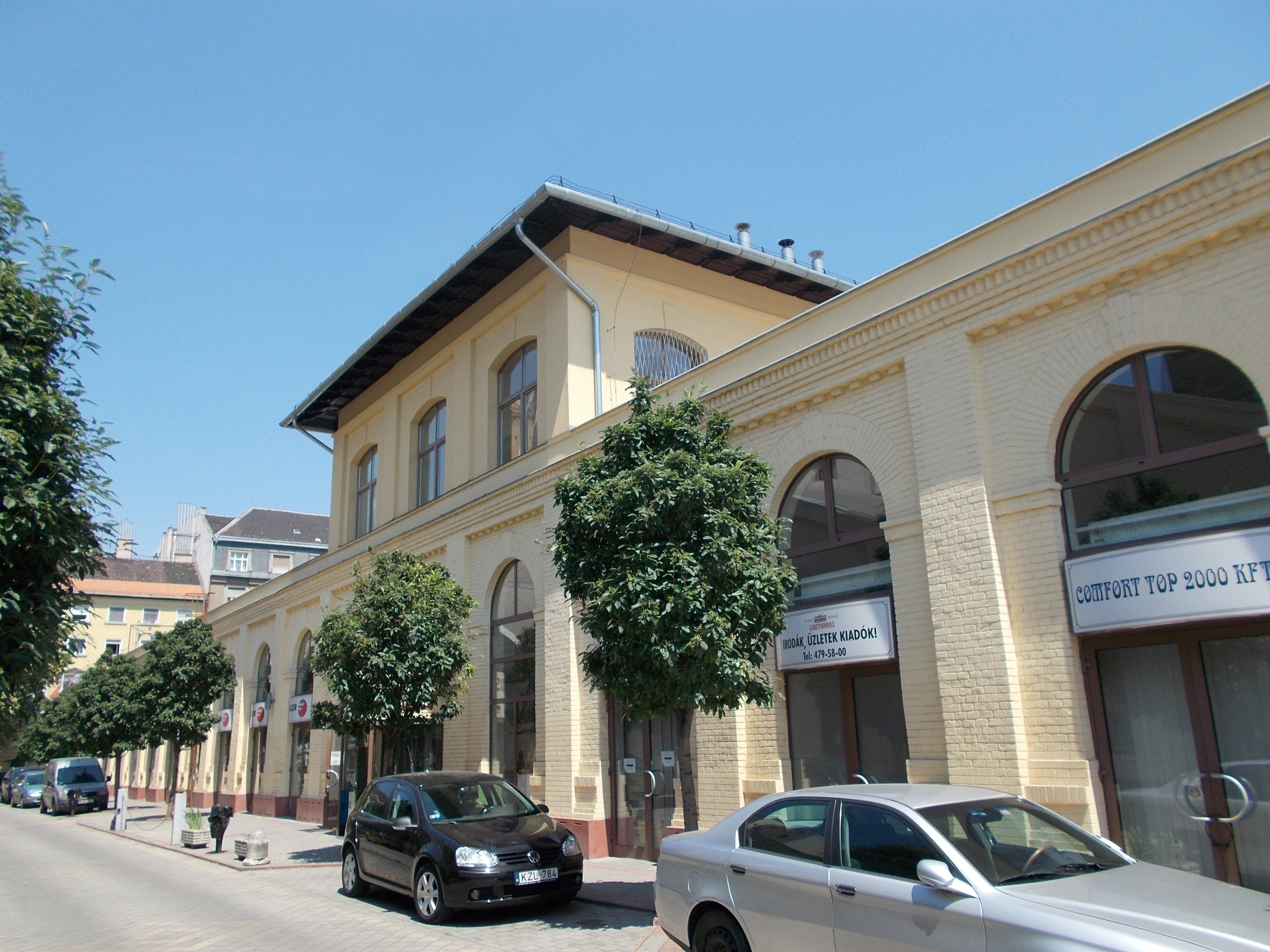
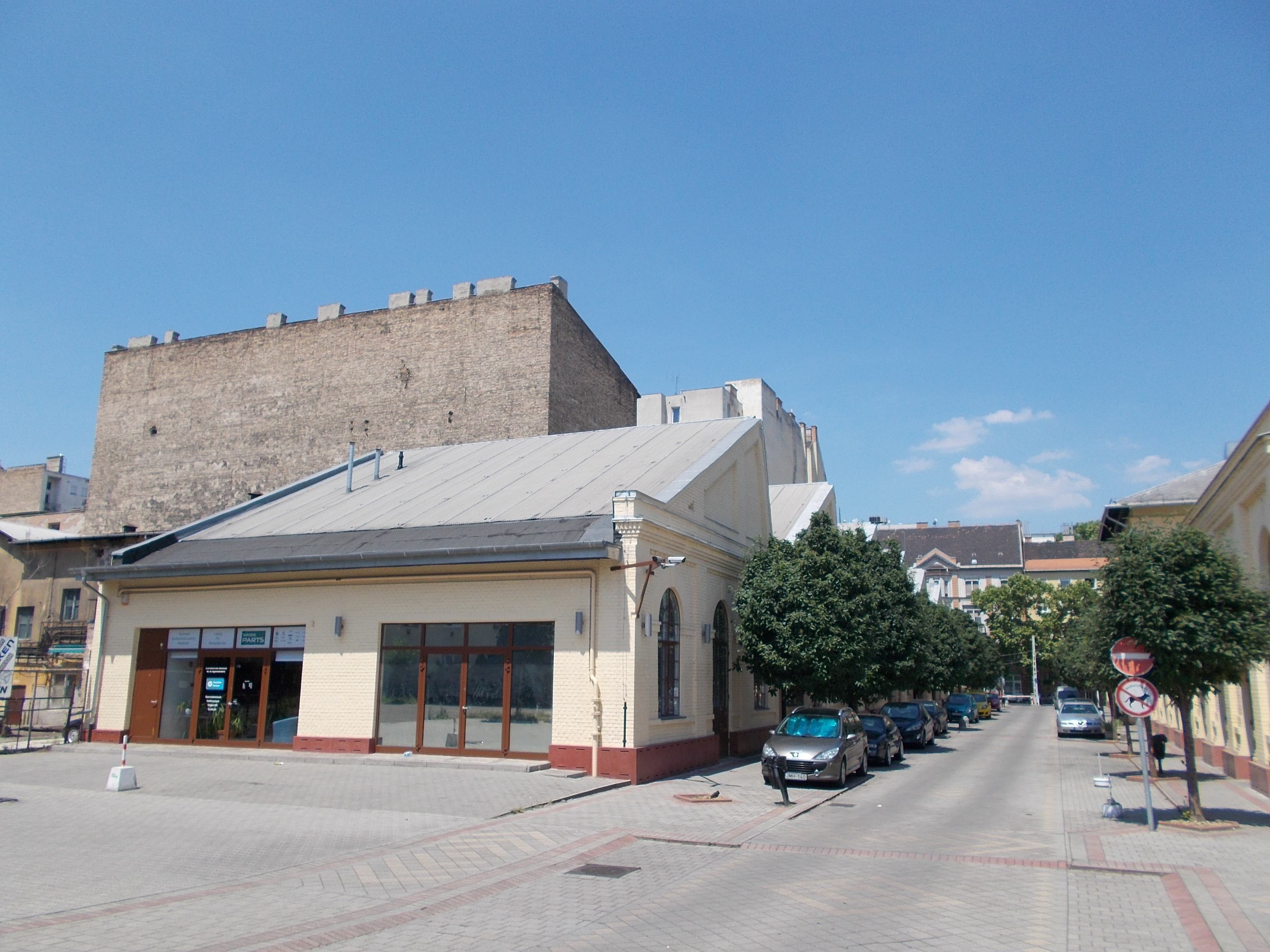
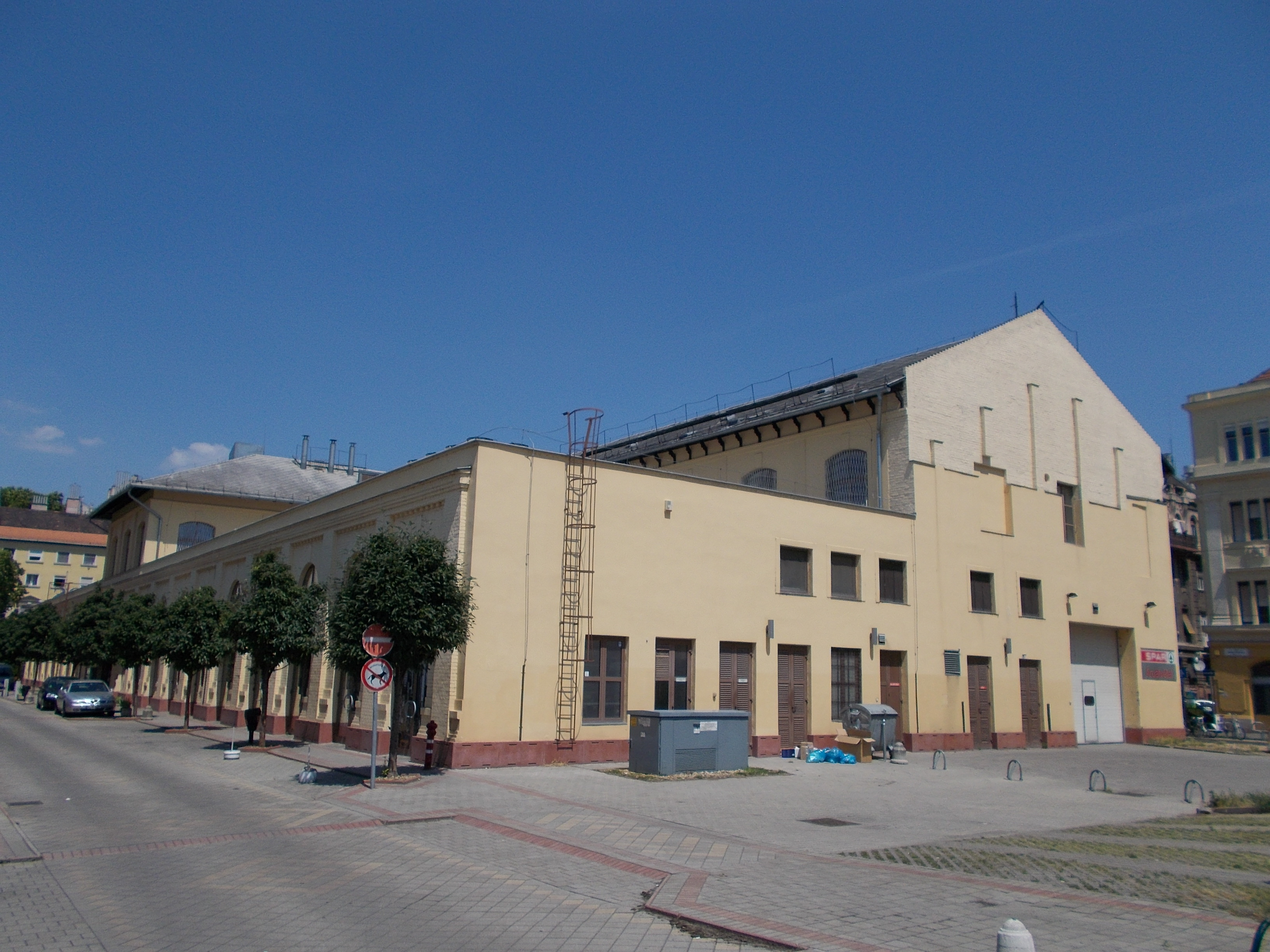
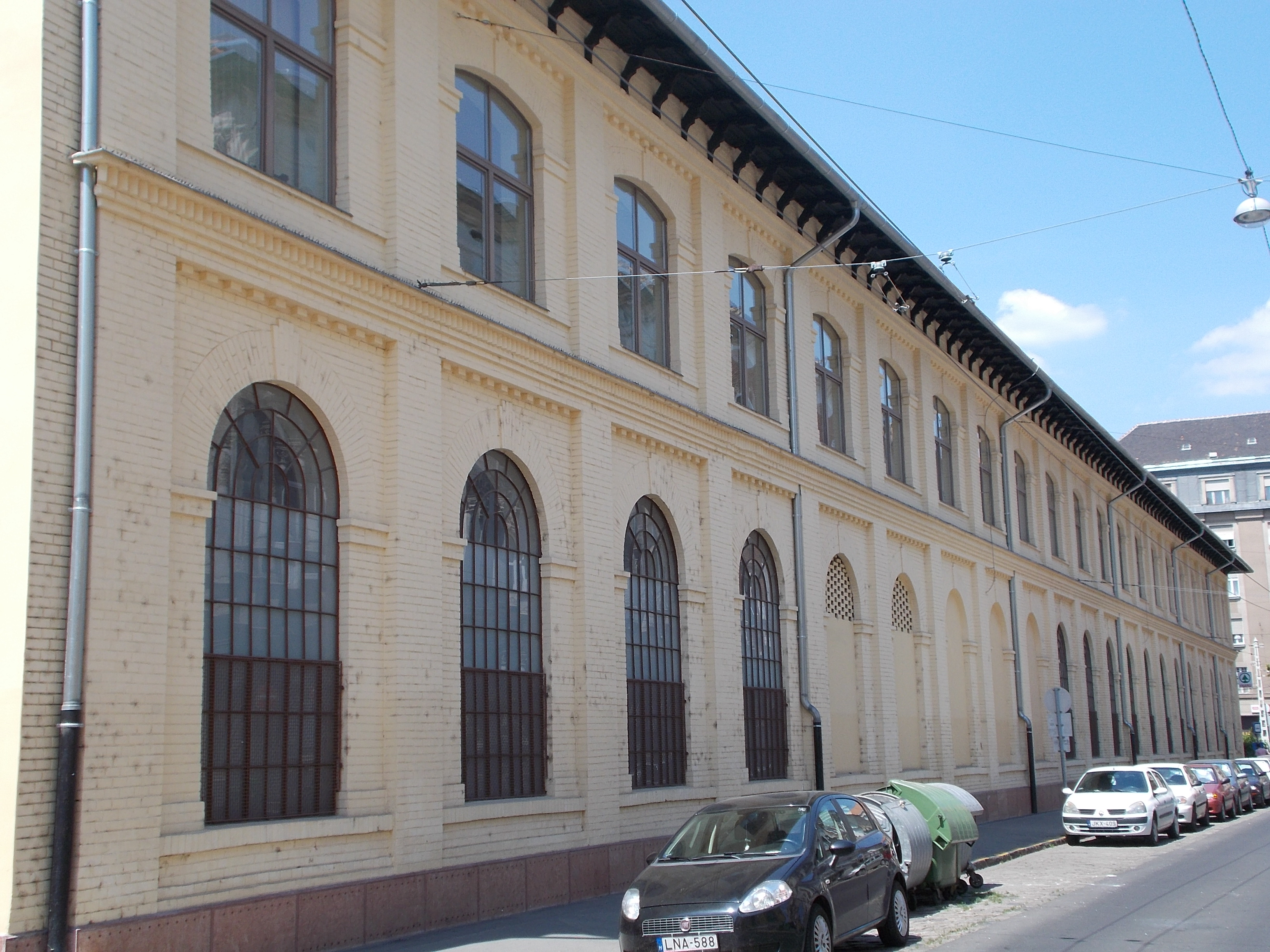
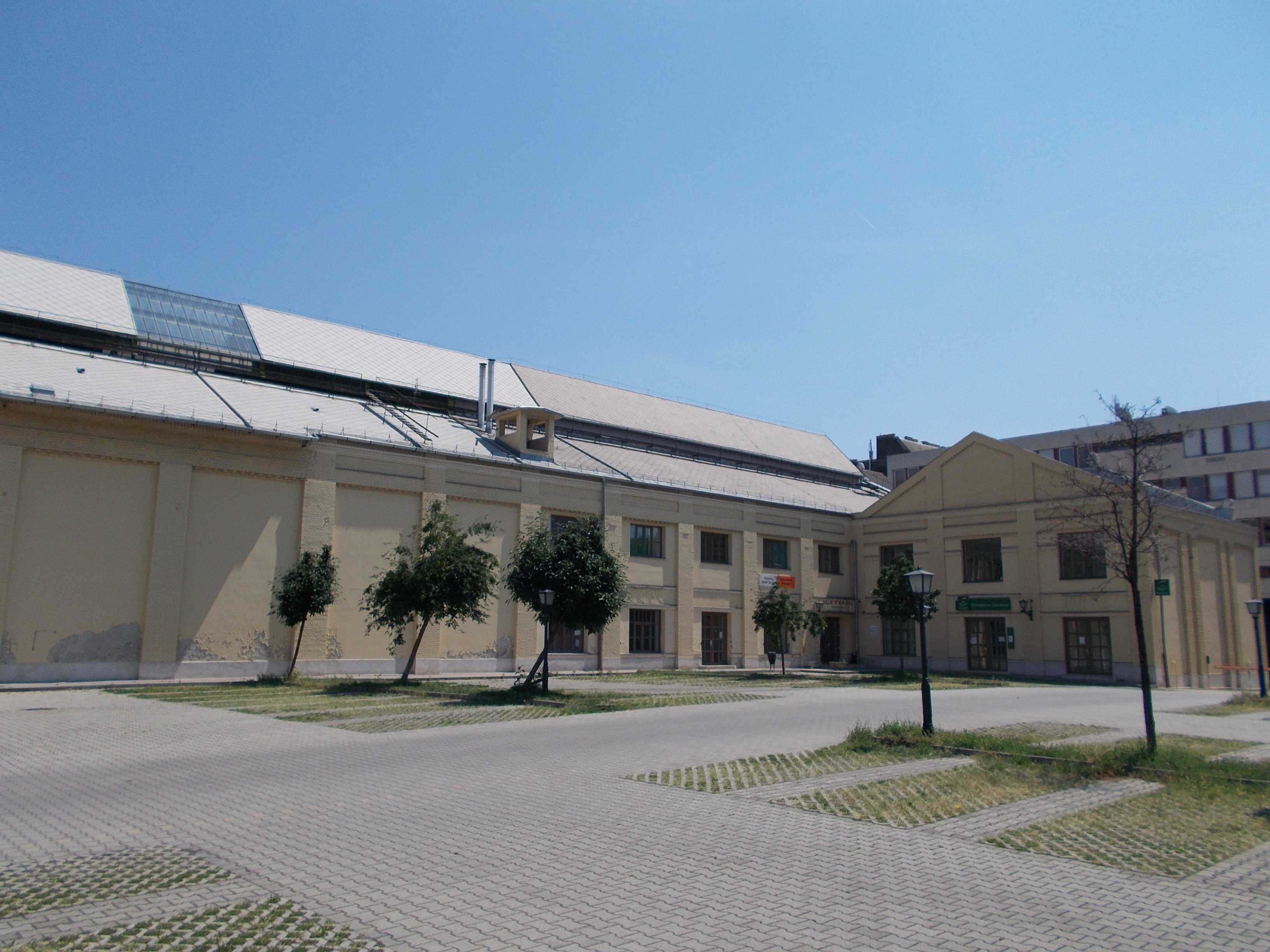